# Imilozi
Con il termine Imilozi (fischiatori) nella mitologia degli zulu dell'Africa meridionale si indicano gli spiriti. Il loro nome deriva dal fatto che sanno comunicare con gli esseri umani attraverso sibili che appaiono come fischi.